# Sainte-Souline
Sainte-Souline är en kommun i departementet Charente i regionen Nouvelle-Aquitaine i västra Frankrike. Kommunen ligger  i kantonen Brossac som ligger i arrondissementet Cognac. År 2022 hade Sainte-Souline 116 invånare.

## Befolkningsutveckling
Antalet invånare i kommunen Sainte-Souline
Referens:INSEE